# Мишко-Вьехо
Мишко-Вьехо (исп. Mixco Viejo) — археологический памятник культуры майя. Находится на северо-востоке округа Чимальтенанго, Гватемала, в 50 км от города Гватемала и в 4 км от слияния рек Пишкайя и Мотагуа. По сравнению с другими городами майя Мишко-Вьехо имел средний размер.
Согласно одной из теорий, в постклассическую эпоху Мишко-Вьехо был столицей царства Покомам или Saqik’ajol Nimakaqapek. Согласно другой теории, город был аванпостом царства Киче, а современное название происходит из-за путаницы с городом Хилотепеке-Вьехо (Jilotepeque Viejo).
Город был основан на вершине холма как укрепление в XII веке н. э. К XVI веку число жителей достигло 10 тысяч. Город был завоёван конкистадорами во главе с Педро де Альварадо в 1525 г. после 4-месячной осады, после чего население было изгнано, а город сожжён.
Археологические раскопки проводились в 1960-е годы командой археологов из Парижского музея человека под руководством Анри Леманна.
Мишко-Вьехо открыт для туристического посещения, имеется небольшой музей. По сравнению с крупными памятниками майя архитектура Мишко-Вьехо сохранилась хуже.

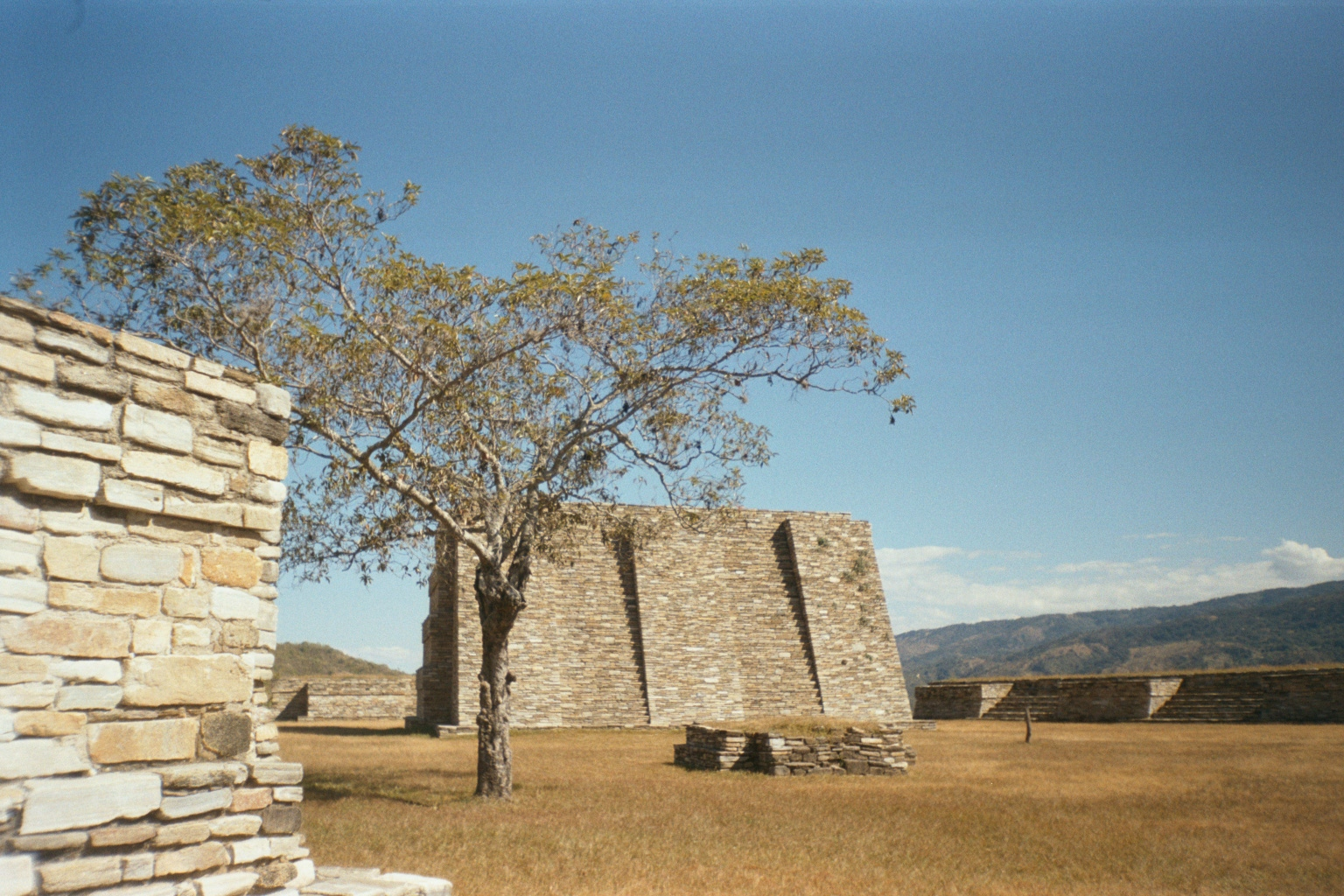
Руины Мишко-Вьехо